# Замаски Дол
Замаски Дол (итал. Valle di Zumesco) је насељено место у Републици Хрватској у Истарској жупанији. Административно је у саставу Града Пазина.

## Становништво
Према последњем попису становништва из 2001. године у насељу Замаски Дол је било 60 становника који су живели у 16 породичних домаћинства.
Кретање броја становника по пописима 1857—2001.
| година пописа  | 1857. | 1869. | 1880. | 1890. | 1900. | 1910. | 1921. | 1931. | 1948. | 1953. | 1961. | 1971. | 1981. | 1991. | 2001. |
| бр. становника | 281   | 291   | 275   | 287   | 287   | 316   | 316   | 0     | 246   | 238   | 191   | 135   | 86    | 81    | 60    |

Напомена:Од 1869. до 1921. исказивано под именом Замаск, а у 1948. и под именом Замаск Пазински. У 1931. подаци су садржани у насељу Кашћерга, као и део података у 1857., 1869. и 1921.